# Noia
Noia (galicisch und offiziell; spanisch Noya) ist eine Kleinstadt in der spanischen Provinz A Coruña. Die Stadt liegt am Rio Tambre und am Atlantik, Fischerei (Muscheln) ist die wichtigste Einnahmequelle der Einwohner. Bekannt ist die Stadt auch für qualitativ hochwertiges Leder und Lederwaren, vor allem Schuhe.

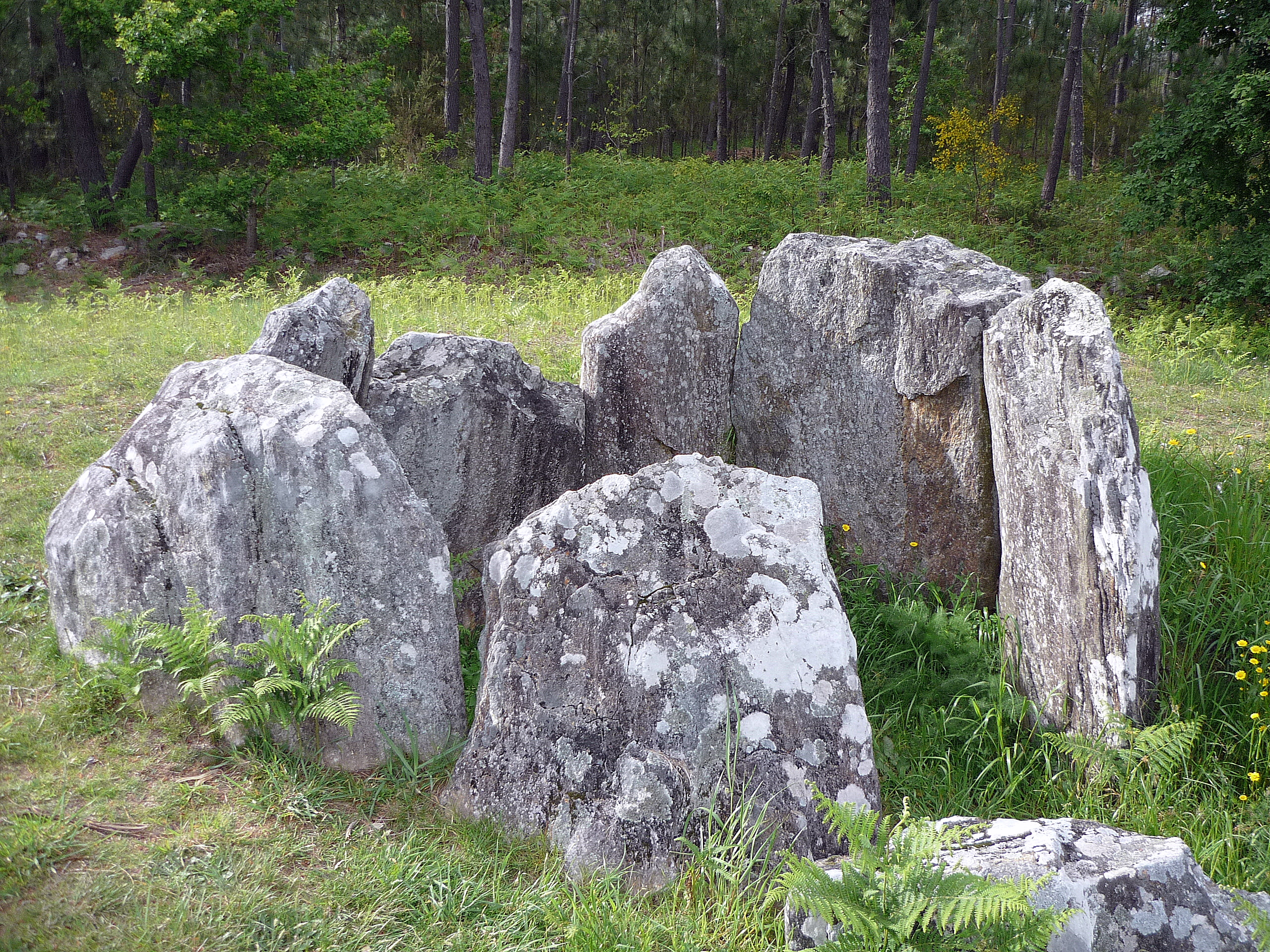
Cova da Moura Argalo

Historisch bedeutsam ist der Friedhof, einer der ältesten in Europa; einige der bemerkenswerten Grabplatten stammen aus dem 10. Jahrhundert. In der säkularisierten Kirche Santa María a Nova inmitten des Friedhofs sind Grabsteine ausgestellt. Diese tragen häufig stilisierte Zeichnungen von Menschen, Pflanzen oder anderweitige Zeichnungen, die auf den Beruf des Verstorbenen schließen lassen.

## Bevölkerungsentwicklung der Gemeinde
Legende: Noya___Noia

## Gemeindegliederung
Die Gemeinde Noia ist in sechs Parroquias gegliedert:
| Parroquias | Patrozinium    | Einwohner 2024 | Fläche km² | Dichte Einw./km² | Höhe msnm | Ortskennzahl |
| ---------- | -------------- | -------------- | ---------- | ---------------- | --------- | ------------ |
| Argalo     | Santa María    | 797            | 5,59       | 143              | 109       | 15057010000  |
| Barro      | Santa Cristina | 3.005          | 8,85       | 340              | 15        | 15057020000  |
| Boa        | San Pedro      | 391            | 2,72       | 144              | 84        | 15057030000  |
| Noia       | San Martiño    | 8.850          | 2,89       | 3.062            | 13        | 15057060000  |
| O Obre     | Santa Mariña   | 657            | 1,31       | 502              | 10        | 15057040000  |
| Roo        | Santa María    | 415            | 15,99      | 26               | 130       | 15057050000  |

## Wirtschaft
| Ackerbau, Viehzucht und Fischerei                                                  | 0477  | 09,26  |
| Industrie                                                                          | 0665  | 012,91 |
| Bauwirtschaft                                                                      | 0420  | 08,16  |
| Dienstleistungsbetriebe                                                            | 3.588 | 069,67 |
| Total                                                                              | 5.150 | 100,00 |
| * Daten aus dem Statistischen Amt für Wirtschaftliche Entwicklung in Galicien, IGE |       |        |